# 디즈니 채널 (동남아시아)
디즈니 채널 아시아(Disney Channel Asia)는 동남아시아 지역을 대상으로 하는 방송사이다. 필리핀, 말레이시아, 싱가폴, 인도네시아, 베트남, 홍콩, 브루나이, 대만, 태국에서 방송하고 있다.

## 방영 안내
매달 디즈니 채널 아시아는 하나정도의 새로운 에피소드, 새로운 시즌, 새로운 영화, 새로운 디즈니 오리지널 무비 와 새로운 디즈니 오리지널 시리즈를 방영한다.